# Big Dogz
Big Dogz ist das 22. Studioalbum der schottischen Hardrock-Band Nazareth. Es erschien am 15. April 2011 über das deutsche Label Edel SE.

## Titelliste
1. Big Dog’s Gonna Howl – 3:58
2. Claimed – 3:55
3. No Mean Monster – 5:01
4. When Jesus Comes to Save the World Again – 6:24
5. Radio – 4:17
6. Time And Tide – 7:20
7. Lifeboat – 4:58
8. The Toast – 3:59
9. Watch Your Back – 4:32
10. Butterfly – 5:30
11. Sleeptalker – 5:45

Alle Songs wurden von Nazareth geschrieben.
Es gibt auch eine Version des Albums mit einer Bonus-CD, auf der eine Live-Aufnahme eines Akustik-Konzertes im Jahre 2000 enthalten ist. Die Band wurde bei diesem Konzert von Ronnie Leahy auf dem Klavier begleitet. Die Aufnahme wurde von Bruce Watson produziert. Die Tracks sind:
1. Big Boy – 4:22
2. Simple Solution – 4:48
3. My White Bicycle – 3:11
4. Love Hurts – 4:15
5. Open Up Woman – 3:33

## Gastmusiker
Pavel Bohaty – Klavier bei Butterfly
Yann Roullier – Perkussion bei Radio und Lifeboat

## Inhalt und Melodie der Lieder
Die Lieder sind stark orientiert auf den Rock der 1970er Jahre wie z. B. AC/DC oder Rose Tattoo. Es ist auch sehr bluesig gehalten. Da einige Rezensenten ihr Vorgängeralbum The Newz wegen einer Überproduktion kritisierten, fuhr die Band mehr auf der klassischen Aufnahmeschiene ohne zu viele Effekte. Das Album war auch nicht mehr so hart und Metal-lastig wie der Vorgänger.
Als musikalisch und textlich härtester Song dürfte Watch Your Back hervorgehoben werden, der mit seinen Jugendgang-Texten eine ähnliche Attitüde wie Expect No Mercy verkörpert, dagegen ist die von Pianoklängen begleitete Ballade Butterfly ein Song, der in Richtung Love Hurts schielt. Der Quasi-Titelsong Big Dogs Gonna Howl, der auch als Single ausgekoppelt wird, präsentiert sich staubtrocken bluesig. Mit When Jesus Comes to Save the World liefert man eine düstere, melancholische Doomwalze ab, die an The Gathering von The Newz musikalisch anknüpft, wenn auch das textliche Konzept ein anderes ist. In No Mean Monster liefert die Band augenscheinlich einen Tribut an ihr eigenes Maskottchen Fred vom Artwork der No Mean City-LP. In Sleeptalker geht es darum, dass es Leute gibt, die im Schlaf reden und dabei nicht selten peinliche oder gar gefährliche Infos über sich preisgeben. Der Text ist zynisch und schwarzhumorig, denn hier redet ein schlafender Serienkiller unter anderem über Skelette, die er in seinem Haus sammelt.

## Erfolg und Rezension
Das Album erreichte Platz 73 in den Album-Charts in Deutschland, in Österreich Platz 55, in der Schweiz Platz 70 und in Russland Platz 25.
Die Rezensionen vielen unterschiedlich aus. Einig waren sich die Kritiker darüber, dass Dan McCafferty stimmlich, nicht voll auf der Höhe sei, jedoch wurde das Album sowohl positiv als auch negativ aufgenommen. HardrockHaven.net schrieb beispielsweise: „Nazareth machen weiterhin gute Musik“ und bewerteten das Album mit 7,2/10 Punkten, während Musikreviews.de schreibt: selbst als eingefleischter Fan wird man es mit „Big Dogz“ schwer haben, hat man von der Band doch reichlich an besserem Material im Schrank stehen.